# 安尼尔·安巴尼
安尼尔·安巴尼（Anil Ambani，1959年6月4日—），印度孟买人，大商人、富豪，个人财产2007年达到45亿美元，是当时福布斯排行榜上世界上第六富有的人。安巴尼出生于富豪家族，其兄穆克什·安巴尼也是世界顶级富豪之一。
安尼尔·安巴尼大学毕业于孟买大学，后在宾夕法尼亚大学沃顿商学院获得MBA学位。